# Антиапеннины
Антиапенни́ны (итал. Antiappennino) — серия возвышенностей средней высоты различной природы в Италии, идущая параллельно основному хребту Апеннинских гор как со стороны тирренского, так и со стороны адриатического побережья.

## Описание
Термин «Антиапеннины» был введён для того, чтобы подчеркнуть отличие геологической природы собственно Апеннинских гор и параллельных им горных образований. Последующие исследования опровергли данный подход и показали его несостоятельность, тем не менее термин продолжает использоваться — прежде всего, в итальянской литературе. Антиапеннины также отличаются от Апеннин раздробленностью и чередованием отдельных горных хребтов и вершин и впадин между ними. Морские плиоценовые отложения достигают в Антиапеннинах большой мощности и чередуются с отдельными обломками внутренних зон и вулканическими новообразованиями.
| Тирренские Антиапеннины: · Антиапеннины Тосканы · Антиапеннины Лацио · Антиапеннины Кампании · Адриатические Антиапеннины |

### Тирренские Антиапеннины
Тирренские Антиапеннины находятся к юго-западу от Апеннинского хребта и тянутся от долины реки Арно на севере до Неаполитанского залива на юге. 
В Тоскане они отделены от Апеннин серией впадин, примерно соответствующих долинам Пезы, Кьяны, Тибра в среднем течении, Сакко, Лири, Вольтурно в верхнем течении и Сарно. В тосканские Антиапеннины включают гряды холмов Коллине-Металлифере и Уччеллина и потухший вулкан Амиата. Северная часть тосканских Антиапеннин имеет преимущественно галечный, песчаный и глиняный состав, восходящий к плиоцену, в то время как остальная его часть представлена скалистыми образованиями, подобными тем, что встречаются в Апеннинах.
В Лацио Антиапеннины образованы цепью потухших вулканических центров Вольсини, Чимини, Сабатини, Тольфа, за которыми следуют Альбанские горы с вулканом Вулкано-Лацьяле. Южнее они продолжаются хребтами Лепини, Аузони и Аурунчи, образованных из меловых известняков.
В Кампании  Антиапеннины формируют потухший вулкан Роккамонфина, действующий вулкан Везувий вулканический район Флегрейские поля. К этой части Антиапеннин также часто относят находящиеся в Тирренском море острова Прочида и Искья.

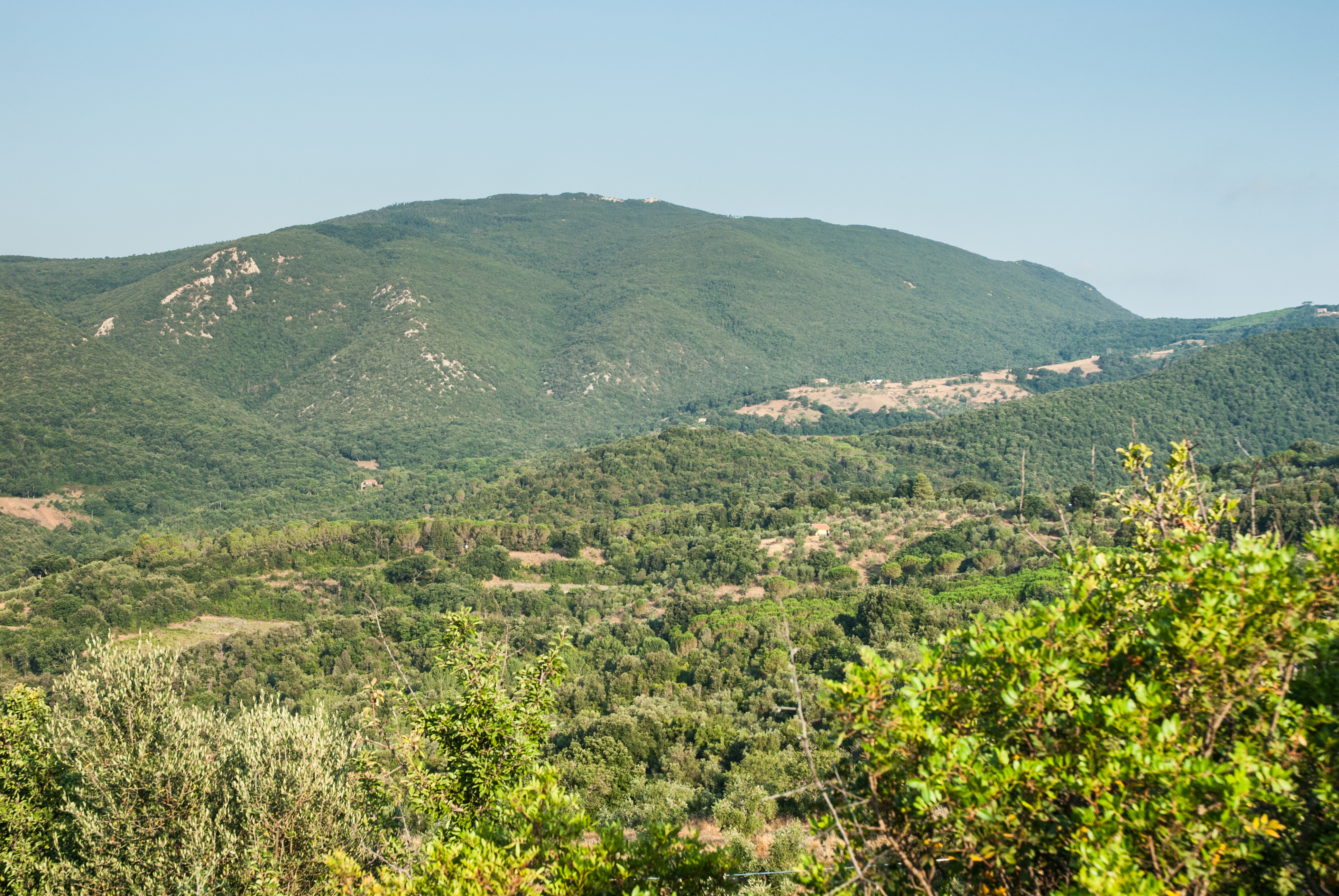
Характерный пейзаж холмов Коллине-Металлифере в Тосканских Антиапеннинах

### Адриатические Антиапеннины
Адриатические Антиапеннины тянутся от полуострова Гаргано на юг, включая в себя предгорья Мурдже и Салентины. Антиапеннины Гаргано представляют собой карстовую возвышенность, преимущественно сформированную из мезозойских известняков, а массивы Мурджи и Салентины — из твёрдых беловатых меловых известняков, локально покрытых плиоценовыми и четвертичными отложениями и имеющими меньшую высоту.